# Ring shout
Un shout o ring shout (literalmente «anillo de grito» o «corro de grito») es una danza ritual extática practicada inicialmente por los esclavos africanos en las Indias Occidentales y los Estados Unidos en la que los participantes se mueven en un círculo mientras sacuden los pies y aplauden. A pesar del nombre, el gritar no es una parte esencial del rito sino que denota una forma particular de baile.

## Descripción
Los «gritos» usualmente tomaron lugar durante o después de una ceremonia cristiana. Los hombres y las mujeres se movían en círculo en dirección antihoraria, sacudiendo los pies, aplaudiendo y de forma espontánea gritano o rezando en voz alta. En las colonias británicas de Jamaica y Trinidad el grito usualmente se realizaba alrededor de un segundo altar cercano a una iglesia. En las Islas del Mar de Georgia y Carolina del Sur, los participantes formaban un círculo al aire libre alrededor del mismo edificio de la iglesia. Sin embargo, en los Estados Unidos estos rituales se realizaban en corros menores de hasta tres metros.
El grupo era dirigido por un cantante el cual iniciaba con un ritmo lento que adquiría poco a poco mayor velocidad hasta que los danzantes se incorporaban a la canción. Un detalle particular es que durante el baile, los participantes no cruzaban sus pies porque ello se consideraba «impío» y siempre realizaban el baile en dirección antihoraria a diferencia de los bailes sin una connotación religiosa.

## Historia
Los orígenes de los «gritos» son obscuros y se asume comúnmente que derivan de danzas africanas. El ritual puede haberse originado entre los esclavos musulmanes de África occidental como una imitación del tawaf, la procesión alrededor de la Kaaba y que es parte esencial de la peregrinación a La Meca. De ser así, la palabra «shout» podría proceder del idioma árabe sha'wt que significa «una vuelta a la Kaaba»
De acuerdo al musicólogo Robert Palmer, los primeros registros escritos sobre corros de grito datan de 1840. Los aplausos y pisadas fueron descritas como un tipo de tamboreo y observadores en el siglo XIX los asociaron con la conversión de los esclavos al cristianismo.
Aunque existen descripciones de «gritos» ya entrado el siglo XX (Alan Lomax realizó grabaciones para la Biblioteca del Congreso de Estados Unidos en 1934), se considera que el advenimiento del Jazz propició un decline en la frecuencia de la realización de corros de grito.